# Jennie Wåhlin
Jennie Frances Wåhlin (Stoccolma, 26 novembre 1997) è una giocatrice di curling svedese.

## Palmarès

### Olimpiadi
- Oro a Pyeongchang 2018;[1]